# Yves Civil
Pas d'image ? Cliquez ici

a Compétitions nationales et continentales officielles uniquement.

b Matchs officiels uniquement.
Yves Civil, né le 23 juin 1937 à Perpignan, est un joueur de rugby à XIII dans les années 1950 et 1960 évoluant au poste de demi de mêlée, de demi d'ouverture, d'arrière ou de centre, bien que sa préférence était le poste de demi de mêlée.
Il fait une partie de sa carrière au sein du club de Perpignan du XIII Catalan dans les années 1950 et 1960 avec lequel il dispute une finale perdue de Coupe de France en 1967 4-10 contre Carcassonne aux côtés de Jean Capdouze, Claude Mantoulan et Francis Mas.
Il connaît par ailleurs une sélection en équipe de France le 19 novembre 1961 contre la Nouvelle-Zélande dans une rencontre perdue 2-23 à la charnière avec Claude Teisseire.

## Biographie
Yves Civil est formé au sein du club de Perpignan du XIII Catalan dans les sections jeunes. Repéré par la fédération française, il dispute des rencontres avec l'équipe de France juniors dont celle du 1er mai 1958 à Limoux contre la Grande-Bretagne remportée 48-10 aux côtés de ses coéquipiers  Yvon Gourbal et Ribals.
Installé à la charnière au poste de demi de mêlée bien qu'il soit utilisée à plusieurs postes, il occupe ce rôle au sein du XIII Catalan durant dix saisons en Championnat de France. Le club perpignanais est une place forte du rugby à XIII français et aligne de nombreuses place d'honneur sans parvenir à remporter de titre malgré quatre demi-finales en 1961, 1962, 1964 et 1965, ainsi qu'une demi-finale de Coupe de France en 1964. Finalement, Yves Civil dispute sa première et unique finale d'une de deux grands compétitions nationales en disputant la finale de la Coupe de France en 1967 après avoir battu Bordeaux-Facture, Cavaillon et Saint-Gaudens. Finalement, le club perpignanais perd sa finale 4-10 contre Carcassonne malgré l'avantage du terrain puisque disputée à domicile.
Sur le plan international, Yves Civil ne connaîtra les honneurs de la sélection française qu'à une reprise lors d'une confrontation contre la Nouvelle-Zélande le 19 novembre 1961 où il y est placé à la charnière avec Claude Teisseire, la Nouvelle-Zélande s'imposera 23-2.
Après cette finale perdue, il rejoint le club de Montpellier rejoignant Pierre Lacaze pour une ultime saison avant de prendre sa retraite sportive.

## Palmarès
- Collectif :
  - Finaliste de la Coupe de France : 1967 (XIII Catalan).

### Détails en sélection
| 1. | 19 novembre 1961 | Nouvelle-Zélande | 2-23 | Test-match | Demi de mêlée | - | - | - | - |

#### En club
| Saison    | Saison       | Championnat           | Championnat | Championnat | Championnat | Championnat | Championnat | Championnat |
| Saison    | Saison       | Compétition           | M           | Pts         | Ess.        | Buts        | Dp.         |             |
| --------- | ------------ | --------------------- | ----------- | ----------- | ----------- | ----------- | ----------- | ----------- |
| 1957-1958 | XIII Catalan | Championnat de France | ?           | -           | -           | -           | -           |             |
| 1958-1959 | XIII Catalan | Championnat de France | ?           | -           | -           | -           | -           |             |
| 1959-1960 | XIII Catalan | Championnat de France | ?           | -           | -           | -           | -           |             |
| 1960-1961 | XIII Catalan | Championnat de France | ?           | -           | -           | -           | -           |             |
| 1961-1962 | XIII Catalan | Championnat de France | ?           | -           | -           | -           | -           |             |
| 1962-1963 | XIII Catalan | Championnat de France | ?           | -           | -           | -           | -           |             |
| 1963-1964 | XIII Catalan | Championnat de France | ?           | -           | -           | -           | -           |             |
| 1964-1965 | XIII Catalan | Championnat de France | ?           | -           | -           | -           | -           |             |
| 1965-1966 | XIII Catalan | Championnat de France | ?           | -           | -           | -           | -           |             |
| 1966-1967 | XIII Catalan | Championnat de France | ?           | -           | -           | -           | -           |             |
| 1967-1968 | Montpellier  | Championnat de France | ?           | -           | -           | -           | -           |             |